# Sítio do Quinto
Sítio do Quinto é um município brasileiro do estado da Bahia, localizado na região semiárida, próximo a Antas e Coronel João Sá.
De acordo com o Censo 2022 do Instituto Brasileiro de Geografia e Estatística (IBGE), sua população é de 14 773 habitantes.

## História
Com presença marcante dos povos indígenas no passado, a ocupação contemporânea do município teria começado no ano de 1905, quando um ex-escravo alforriado conhecido por todos como "Velho Quinto" construiu sua primeira casa. Diante desta grande conquista, o Velho Quinto teve a ideia de criar um pequeno sítio onde ele produziria o seu sustento. Através de seu trabalho, a região começou a ser conhecida por todos e doze anos depois, em 1917, outros moradores foram se aproximando e construindo novas casas. O sítio do Velho Quinto prosperou na produção de produtos agropecuários típicos da região. Com o aumento da demanda pelo consumo de seus produtos, o Velho Quinto abriu uma bar ("bodega") onde eram vendidos diversos produtos de primeira necessidade: sal, açúcar, café, fumo, gás, óleo, farinha, feijão e outros.
De acordo com essa história oral, a pequena mercearia do Velho Quinto continuou a prosperar e era muito comum as donas de casa e moradores da região dizerem: "-Vou lá no Sítio do Velho Quinto comprar açúcar, farinha, gás...". Foi daí que o nosso nome surgiu: Sítio do Quinto. Devido ao grande sucesso de sua pequena "bodega" e do seu sítio, o ex-escravo devoto de Santo Antônio de Pádua, por volta do ano de 1918 convidou o Padre Eutímio, da Paróquia de Jeremoabo, para celebrar a primeira Santa Missa da região. Diversos moradores dos municípios circunvizinhos começaram a se deslocar para as terras onde se encontravam o sítio do Velho Quinto, sendo formado o povoado. Tradicionalmente, devido a sua fundação e seu fundador devoto do Santo Casamenteiro, a Trezena de Santo Antônio é comemorada até hoje e já virou tradição entre os moradores.
Em 1954, Sítio do Quinto passou de povoado para 1º Distrito de Jeremoabo. No mesmo ano é criado o 1º Cartório de Registro Civil, tendo como tabelião o Srº Antônio Ramiro de Carvalho, conhecido entre os populares como "Tonhão". Seria neste mesmo período que foi criada a 1ª Sub-Delegacia de Polícia Civil, sendo o 1º Sub-Delegado o Srº João Francisco da Silva, conhecido na época como "João de Dona".
Em 1958, o agora distrito elegeu os seus primeiros vereadores: João José do Nascimento, representando o Partido Político União Democrática Nacional (UDN) e José Januário, conhecido como "Zeca de Nel", representando o PSD. Em 1990, foi empossado o 1º Presidente da Câmara de Vereadores, o Srº José Virgílio de Carvalho.

### Emancipação
Em 1978, um grupo de moradores da comunidade iniciou a mobilização política pelo desmembramento de Sítio do Quinto em relação ao município de Jeremoabo.
Após No dia 14 de maio de 1989, foi realizado o plebiscito, no qual mais de 95% do eleitorado voltou a favor da emancipação política de Sítio Quinto. Em 13 de Junho de 1989, a criação do Município de Sítio do Quinto foi publicada no Diário Oficial, através da Lei Nº 5.001/1989 tendo a garantia promocional da localidade como município. A lei foi sancionada pelo então Governador da BA, Nilo Coelho do MDB. A emancipação coincidiu com a data do Padroeiro Santo Antônio de Pádua.

## Imagem

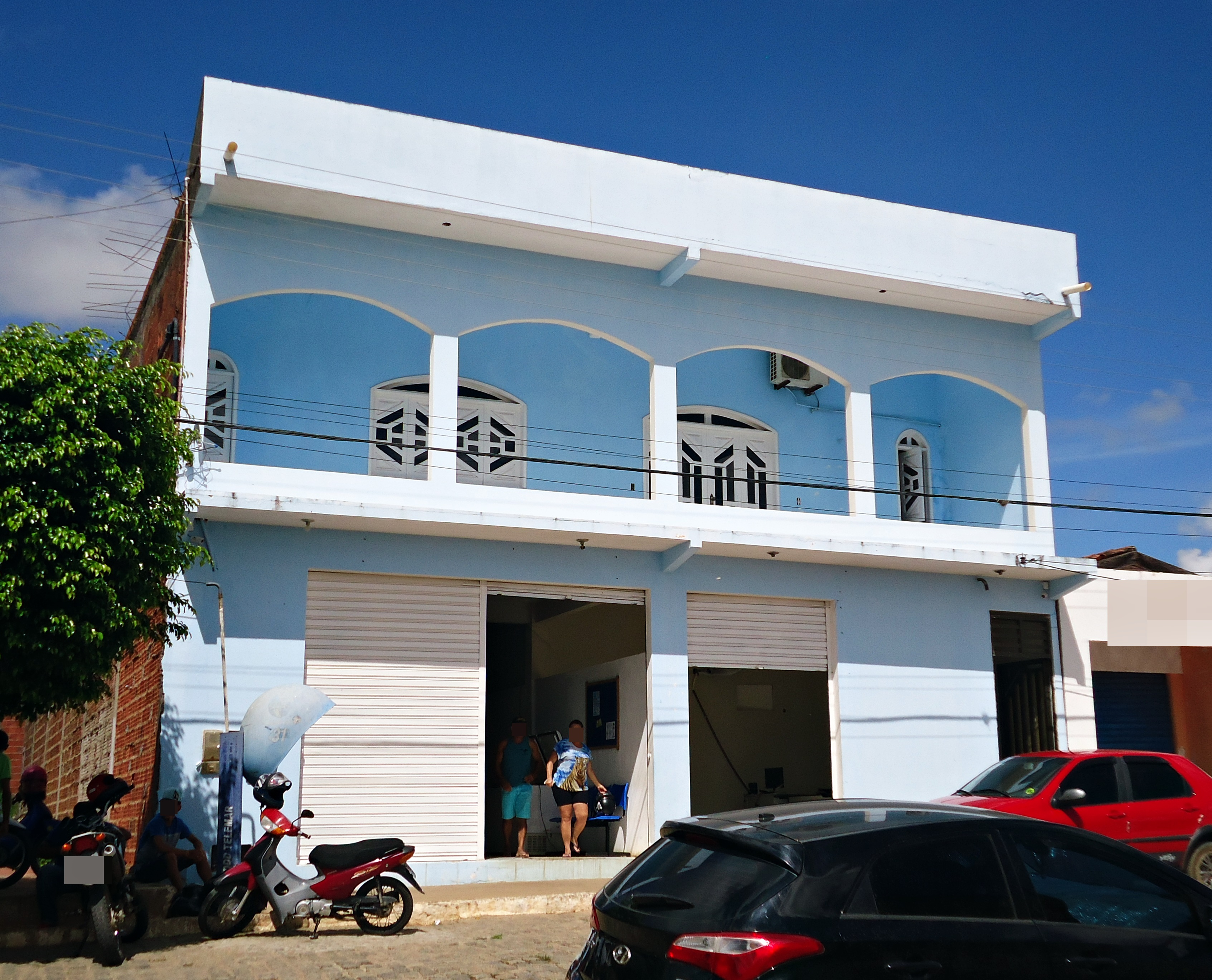
Prédio da Prefeitura Municipal de Sítio do Quinto, localizado em frente à Praça João José do Nascimento